# Johannes de Pay

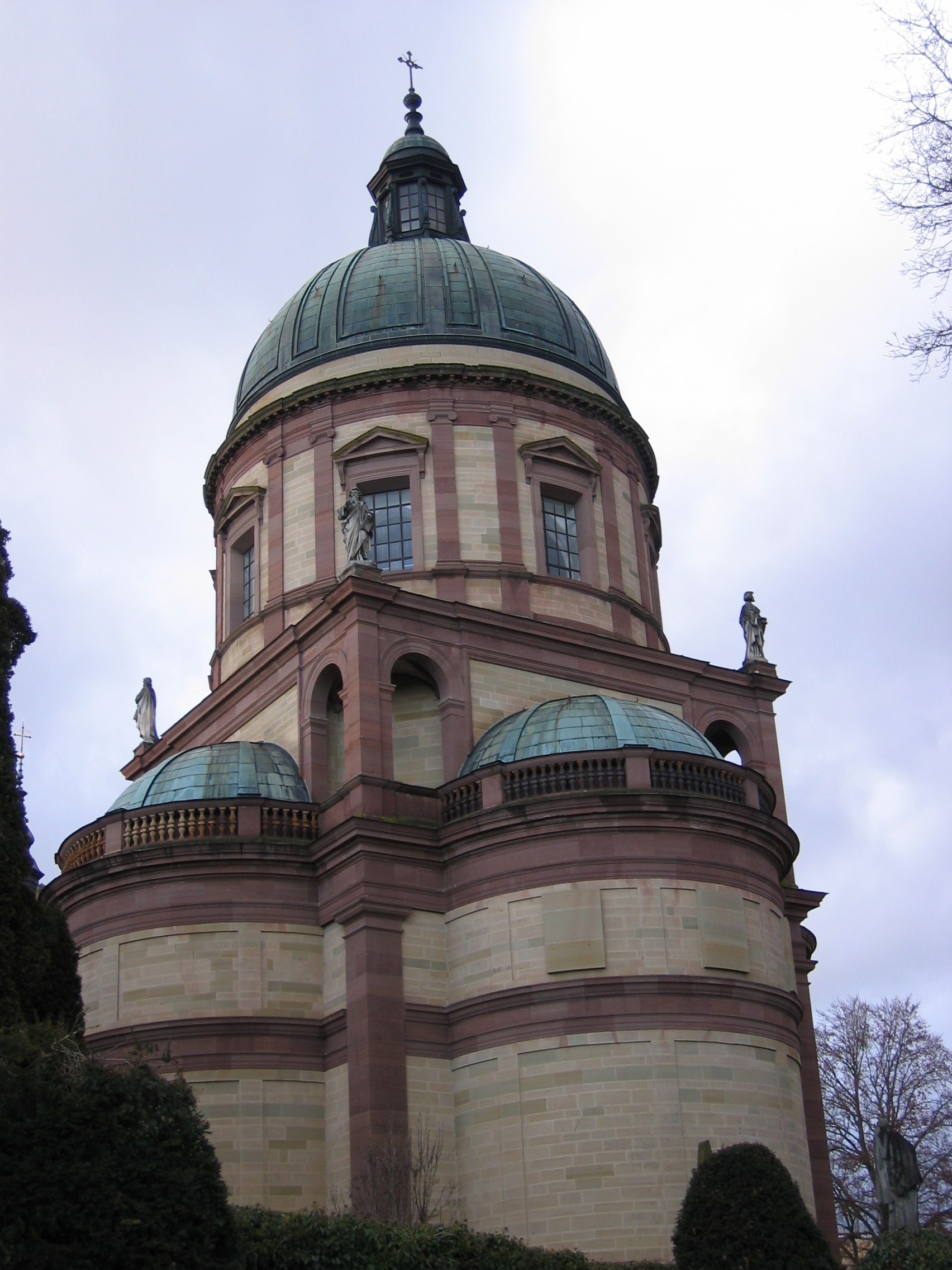
Kuppel der Klosterkirche Hedingen in Sigmaringen

Johannes de Pay (* 1844 in Cannstatt; † 19. Mai 1899) war ein deutscher Architekt und Baubeamter.

## Leben
Johannes de Pay war der älteste Sohn des Architekten und königlich württembergischen Baubeamten Vinzenz de Pay. Er studierte am Polytechnikum Stuttgart und arbeitete danach zunächst in der staatlichen Eisenbahn-Verwaltung, zunächst im Königreich Württemberg, ab 1872 unter kaiserlicher Dienstherrschaft im Reichsland Elsaß-Lothringen. 1876 wurde er als Hofkammer- und Baurat in die Dienste des Fürsten von Hohenzollern berufen. In diesem Amt erweiterte er in Sigmaringen die Klosterkirche Hedingen um einen Gruftanbau, plante ein Palais für die Fürstinmutter, ein Museum und ein Denkmal für Kaiser Wilhelm I. sowie ein Schlösschen in Inzigkofen. Auch der Umbau des Schlosses in Krauchenwies und der Wiederaufbau des brandgeschädigten Residenzschlosses in Sigmaringen, dessen Dachstuhl durch ein Missgeschick bei der Installation einer elektrischen Beleuchtung 1893 in Brand geraten war, gehörten zu seinen Aufgaben.
Johannes de Pay stand unter dem Eindruck der Bauten der frühen Renaissance, die er in Italien gesehen hatte. 1884 brachte er in Berlin sein Werk Die Renaissance in der Kirchenbaukunst heraus.